# Auguste Flandrin
Pour les articles homonymes, voir Flandrin.
René Auguste Flandrin né le 6 mai 1804 à Lyon et mort le 24 juin 1842 dans la même commune est un peintre et graveur français.

## Biographie
Auguste Flandrin est le frère aîné des peintres Paul et Hippolyte Flandrin. En 1838, il demeure au n°5, place de Sathonay à Lyon.

## Publication
- Notice sur Eugène-André Oudiné, sculpteur et graveur en médailles, Paris, Éd. E.Plon Nourrit et cie, 1888[4].

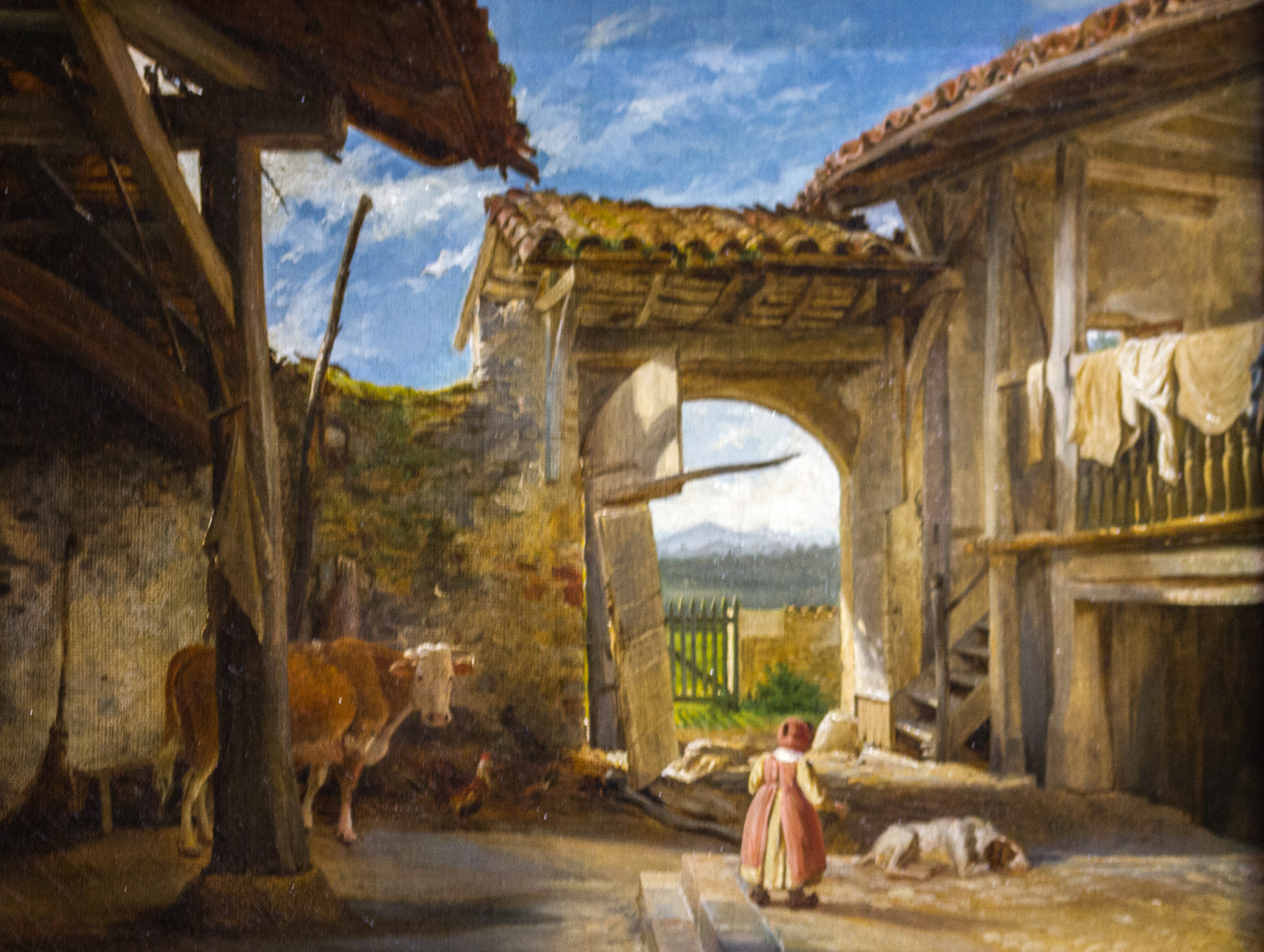
Attribué à Auguste Flandrin, Cour de ferme, localisation inconnue.

## Salons
- 1831 : Lyon, Palais du Commerce et des Arts : Vue de la cascade de Charabotte en Bugey ; Portrait en pied de S.A.R. le duc Ferdinand-Philippe d'Orléans[5] ;
- Paris, Salon de 1839 :  Savonarole prêchant dans l'église San Miniato à Florence ; Le Repos après le bain ; Vue intérieure de San Miniato à Florence ; Portrait d'homme[6] ;
- Paris, Salon de 1843 : hommage posthume, exposition des mêmes œuvres qu'en 1839.

## Œuvres dans les collections publiques
- Paris, musée du Louvre :
  - Portrait de jeune femme, à mi-corps, mine de plomb sur papier calque[7] ;
  - Trois enfants lisant, 1838, mine de plomb[8].